# Aeroport de Ouarzazate
L'aeroport de Ouarzazate (àrab: مطار ورززات, maṭār Warzazāt) (codi IATA: OZZ, codi OACI: GMMZ) és un aeroport que serveix la ciutat de Ouarzazate, a la regió de Drâa-Tafilalet al Marroc. Per l'aeroport transitaren 95.000 passatgers l'any 2008.

## Instal·lacions
L'espai d'estacionament d'aeronaus té 21,914 metres quadrats (235,880 sq ft) i pot acollir fins a tres Boeing 737. La terminal aèria és de 3,200 m2 (34,445 sq ft) i ha estat dissenyada per acollir 260.000 passatgers cada any.
La pista d'aterratge pavimentada es troba en direcció 12/30 i fa 3,000 per 45 metres (9,843 × 148 ft). Pot rebre tots els grans avions moderns inclòs el Boeing 737. L'aeroport està equipat amb un sistema d'aterratge ILS Cat II i ofereix ajuda de navegació per ràdio DME.

## Aerolínues i destinacions
| Aerolínies                             | Destinacions           |
| -------------------------------------- | ---------------------- |
| Royal Air Maroc                        | Casablanca, Paris-Orly |
| Royal Air Maroc operat per RAM Express | Casablanca, Zagora     |